# Wolfsburg (Marburg)

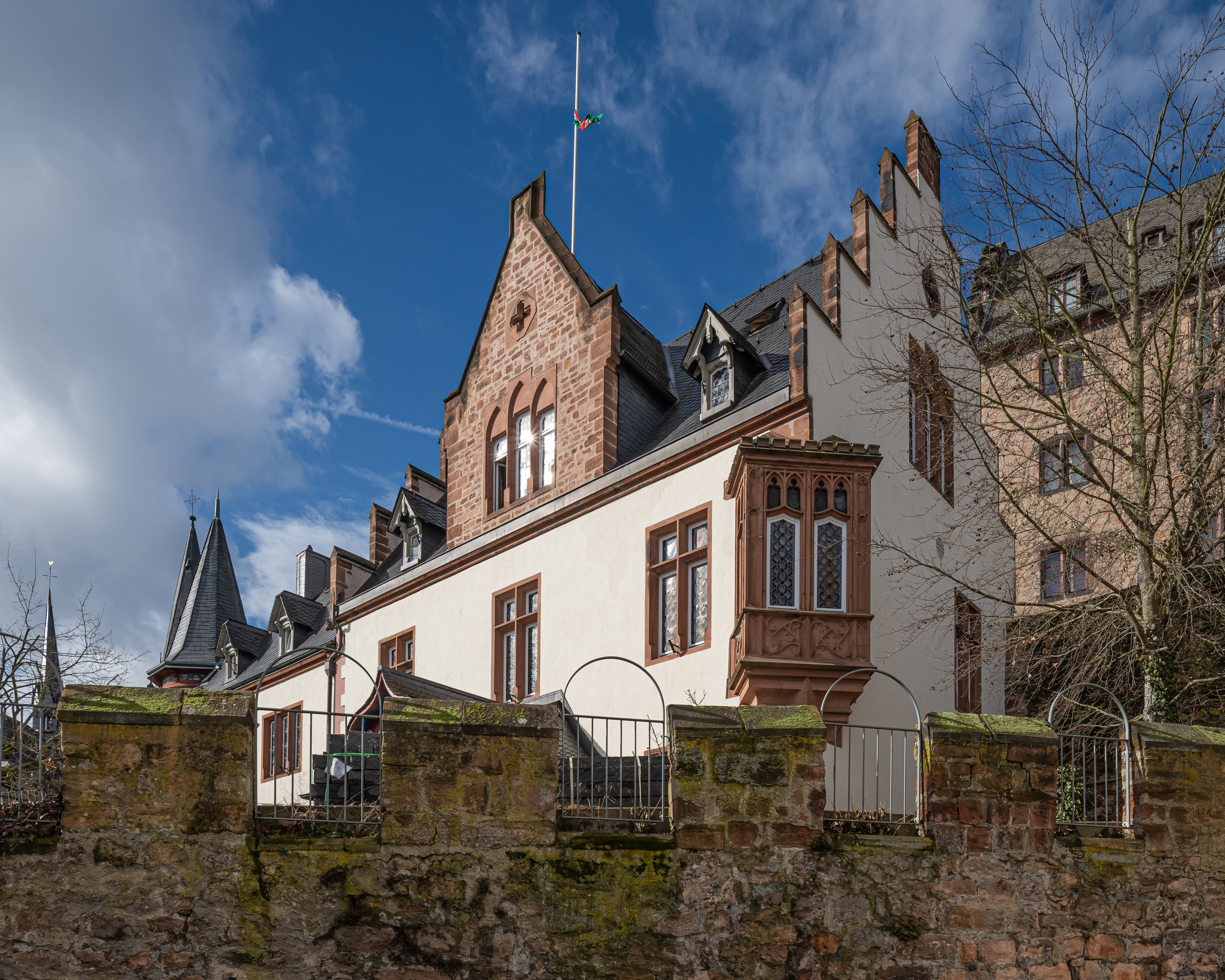
Blick auf die Wolfsburg von der Straße

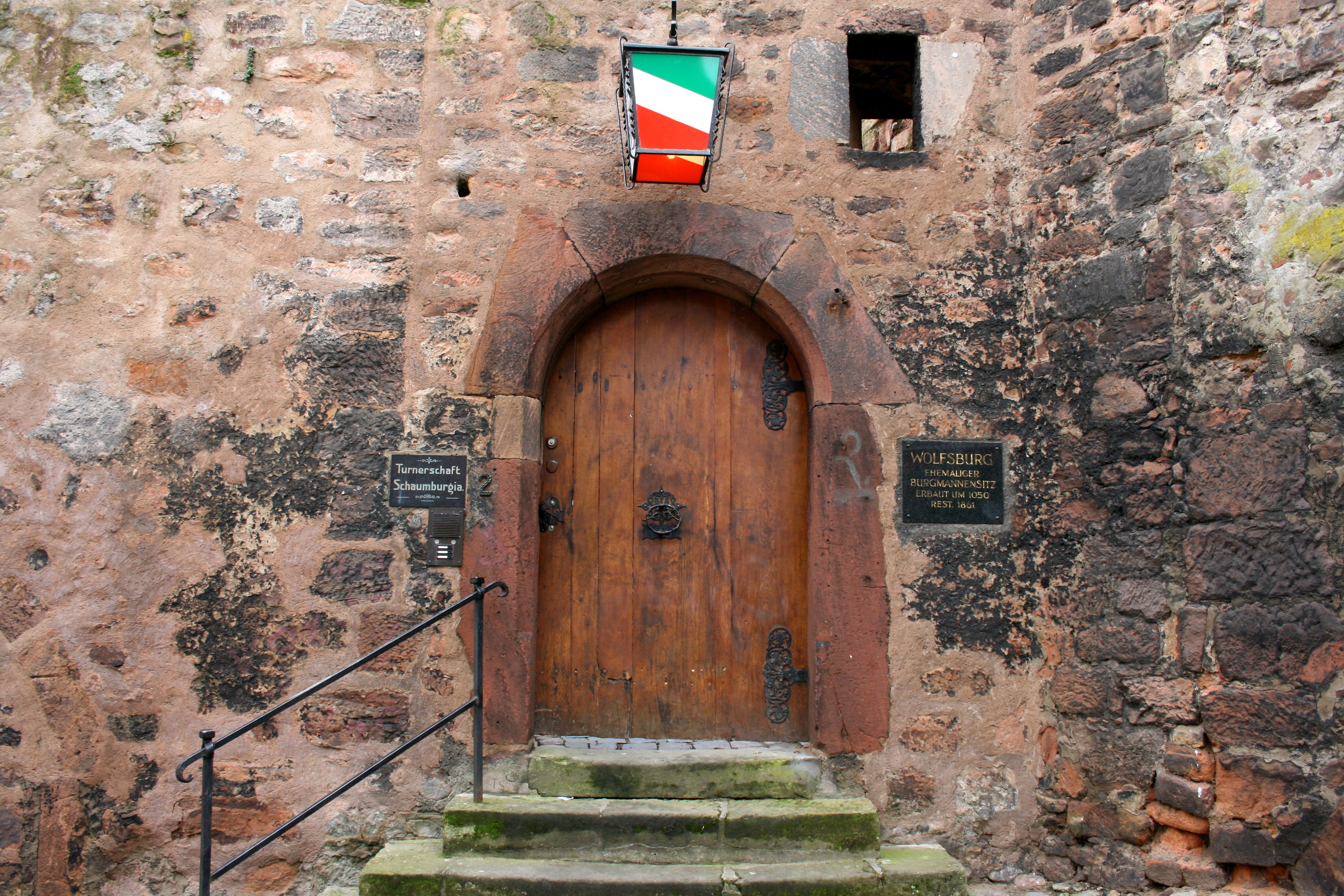
Eingangstor zur Wolfsburg

Die Wolfsburg ist ein Gebäude unterhalb des Marburger Schlosses vor der ehemaligen Landgräflichen Kanzlei. In der fast tausendjährigen Geschichte des Hauses trug das Bauwerk verschiedene Namen und erfüllte diverse Zwecke. Gegenwärtig dient die Wolfsburg als Verbindungshaus der Turnerschaft im CC Schaumburgia.

## Lage und Umgebung
Die Wolfsburg liegt direkt oberhalb des Marktplatzes in der Landgraf-Philipp-Straße 2/Ecke Ritterstraße, einer verkehrsberuhigten und mit Kopfstein gepflasterten Seitenstraße in der Oberstadt. Die Landgraf-Philipp-Straße führt weiter hinauf zum Schloss, so dass das Haus auch im Einzugsbereich von Touristen liegt.
Da das Gebäude im Laufe der Zeit mehrfach den Besitzer wechselte und oft dessen Namen annahm, wird es der Einfachheit halber im Folgenden als Wolfsburg bezeichnet.

## Entstehungsgeschichte
Eine genaue Datierung der Gründung des Ortes Marburg liegt auch in der heutigen Forschung im Dunkeln. Die erste Urkunde, die Marburg (Markburg = Grenzburg) nennt, stammt aus dem Jahre 1130.
Das Siedlungsbild zeigt vier Teile: Auf dem Berg stehen die ältesten Burgbauten, die damals als Erbe des hessischen Landgrafen Giso an die thüringischen Landgrafen gekommen waren.
Auf dem Terrassenbogen unterhalb des Schlosses, wo heute die Ritterstraße verläuft, befanden sich die Sitze der Burgmannen, freie Ritter, deren Aufgabe die Verteidigung der Burg war. Sie bildeten den Kern der Vertrauten der Landgrafen. Dafür wurden sie mit Titeln versehen und erhielten Höfe rund um den Schlossberg, welche durch die Bewirtschaftung von landwirtschaftlichen Gütern in den nahen Ortschaften finanziert wurden. Aufgrund ihrer Stellung als Burgmannen waren sie dabei von Zins- und sonstigen Abgaben an den Landesherrn freigestellt.
Baulich waren diese Höfe strikt von der Siedlung um den heutigen Marktplatz getrennt, die sich infolge des Bevölkerungszuwachses zum Marktflecken Marburg entwickelte.
Im Lahntal lagen darüber hinaus der Brückenvorort Weidenhausen und – verhältnismäßig weit im Norden – der Häuserbezirk der Komturei des Deutschritterordens, in deren Hände 1231 die Reliquien der heiligen Elisabeth überantwortet waren. Zu Ehren der Landgräfin von Thüringen, die in ihren letzten Lebensjahren hier ein Hospital für Arme und Kranke betrieben hatte, errichtete der Deutsche Orden ab 1235 eine Wallfahrtskirche.
Auf dem Grundstück der heutigen Wolfsburg stand zu dieser Zeit einer dieser Burgmannshöfe.

## Gebäudegeschichte
Im 14. Jahrhundert trug das Grundstück noch kein Wohnhaus, sondern nur Wirtschaftsgebäude. Diese waren freies Eigentum der mächtigen Familie von Bicken und wurden in einer Urkunde von 1381 als oberhalb des Kerners gelegen genannt. Dieser Hofbezirk kam noch im gleichen Jahrhundert an die Ritterfamilie von Hose aus Ockershausen, deren Burgsitz unmittelbar darüber lag – dort wo sich das alte Landgericht, heute die Religionskundliche Sammlung der Universität Marburg, befindet. Der Rittersitz wurde im 15. und 16. Jahrhundert in Dokumenten als Hosenhof oder als steinerne Kemenate am Burgberg bezeichnet und bestand aus drei festen Häusern und drei Gärten. Zwei von den letzteren lagen oberhalb der Steinhäuser jenseits der heutigen Landgraf-Philipp-Straße, der dritte unterhalb, da, wo jetzt die Wolfsburg steht.
Am 13. April 1386 verkaufte Volpracht Hose den Besitz an das oberhessische Adelsgeschlecht von Hachen, und zwar als „Scheuer zu Marburg obir dem kernere“. Anscheinend erwarb die Familie Hose aber das Grundstück wieder zurück, da ein Mitglied der Familie dieses 1514 an einen Dr. Schmuck verkaufte. Dieser war ein hessischer Rat, der aus Kassel stammte und in Köln studiert hatte. Bald darauf ging das Wohnhaus, das Schmuck entweder miterworben hatte oder auf dem Grundstück errichten ließ, in den Besitz einer Margaretha von Grifte über, die es wiederum 1525 für 158 Goldgulden an Caspar von Berlepsch weiterverkaufte.

### Berlepscher Hof

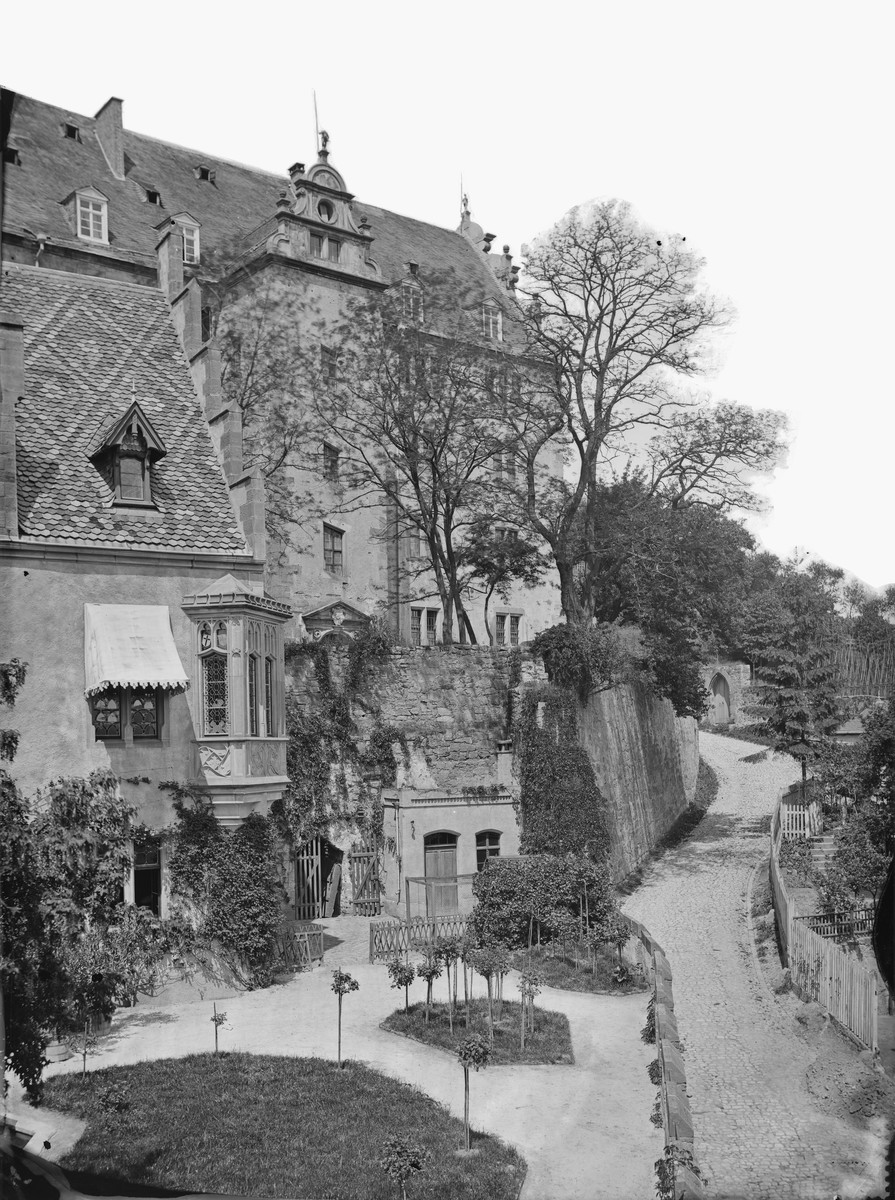
Wolfsburg und Kanzlei vor 1900

Von da an hieß das Bauwerk bis in das 19. Jahrhundert der Berlepsche Hof. Noch im 16. Jahrhundert war unmittelbar neben dem Haus der Familie von Berlepsch ein zweites errichtet worden, das 1611 als „Herrn Cathrin Hof“ bezeichnet wurde. Wahrscheinlich handelte es sich hierbei um Catharinius Dulcius (1540–1626), ein Professor der neueren Sprachen aus Savoyen.
Von seinem neben dem Berlepschen gelegenen Haus ist das heutige Eingangstor zum Garten der Wolfsburg erhalten geblieben. Nach dem Tod von Dulcius wurde dessen Haus von dem Advokaten Peter Wolff erworben, der es 1640 seiner Witwe hinterließ. Ob damals schon der Name Wolffsches Haus oder Wolfsburg aufgekommen ist, kann angenommen werden, lässt sich aber nicht belegen.
Im 16. Jahrhundert traten auch an anderer Stelle im Raum der Rittergasse und der heutigen Landgraf-Philipp-Straße Veränderungen ein. Der Hosenhof kam 1519 an den Kanzler Philipps des Großmütigen, Johann Feige, welcher den Ausgangspunkt der Reformation in Hessen und der Universitätsgründung in Marburg bildete. Der in der zweiten Hälfte des Reformationsjahrhunderts in Marburg regierende Landgraf Ludwig fasste den Entschluss, in der Nähe des Schlosses einen großen Kanzleibau zu errichten. So bat er 1572 die Söhne des Kanzlers Feige, ihm ihr großes Grundstück zu überlassen, auf welchem von 1573 bis 1575 der Architekt Ebert Baldewein ein wuchtiges Regierungsgebäude errichtete, in das 1878 Landgericht und Staatsanwaltschaft zogen. Heute beherbergt dieses Gebäude die Religionskundliche Sammlung der Stadt Marburg und ist neben dem Schloss und der Wolfsburg auch aus der Ferne sichtbar.

### Namensherkunft der Wolfsburg

Die Wolfsburg als Ruine auf einer Skizze, die den Zustand um 1860 wiedergeben soll

1604 kam Marburg an die jüngere Linie des Landgrafenhauses, an Hessen-Darmstadt. Landgraf Georg II. von Hessen-Darmstadt ließ oberhalb der Regierung (des Landgerichts), also jenseits der Landgraf-Philipp-Straße 1627/28, zwei Häuser erbauen. 1636 schenkte er beide Bauwerke zugleich mit dem großen Garten als adliges Burgmannsgut seinem Günstling und Kanzler Antonius Wolff von Todenwarth, der im Dreißigjährigen Krieg in Hessen eine bedeutende Rolle gespielt hat und noch kurz vor seinem Sturz zum Reichsfreiherrn erhoben wurde.
Gegen Ende des 17. Jahrhunderts war der Besitz des Wolff von Todenwarth schon derart verfallen, dass die Stadt es abbrechen ließ; ein Rest des Gebäudes ist heute noch zu sehen. Auch der Berlepsche Hof verfiel zusehends, vor allem, da die Eigentümer im Hinblick auf die Nähe zum Schloss nicht die Genehmigung zum Wiederaufbau erhielten. So verpachteten sie die Ruine wegen der gut brauchbaren Keller an den Wirt des städtischen Weinhauses „Zum Ritter“, Johannes Klingelhöfer. 1679 verkauften Burghard und Eitel von Berlepsch die Ruine an Johann Helfrich Dexbach, 1684 ging sie aus der Hand seiner Witwe in die des Rates Nikolaus Klunck über.
Zu dieser Zeit gehörte der Teil des Grundstückes, auf dem das Dulcius-Haus gestanden hatte, der Witwe des Dr. Frantz, die unmittelbar gegenüber in der Ritterstraße wohnte.
Bekannte Eigentümer des Berlepschen Hofes im 18. Jahrhundert waren der hessische Regierungsrat und geheime Sekretär Levin Georg Friedrich Hein, anschließend seine Witwe und seit 1778 der Schwiegersohn, der Kurpfälzische Geheimrat Gerhard Wilhelm Dolaeus von Cronenberg, der aller Wahrscheinlichkeit nach wieder beide Grundstücke zusammenschloss.
1813 verkaufte Cronenberg das Grundstück an den Landrat Johann Moritz Schenck zu Schweinsberg und dieser am 5. November 1824 die sogenannte „Berlepsche Ruine Wolfsburg“ an den Regierungspräsidenten und späteren Justizminister Ferdinand Schenck zu Schweinsberg. 1831 ging die Wolfsburg in die Hand des Bäckermeisters Peter Römheld über und danach an den Obergerichtsanwalt Karl Grimm, der die Ruine wiederaufbauen ließ.

### Die Wolfsburg unter Karl Grimm

Ehemaliger Salon des Karl Grimm

Gleich nachdem Grimm am 25. April 1861 für 970 Taler Eigentümer geworden war, gab er dem Architekten Friedrich Lange den Auftrag, die Wolfsburgruine im neugotischen Stil wiederauf- und auszubauen. Nach der Ausbesserung und teilweisen Erneuerung des Erdgeschosses und des ersten Stockes wurde ein Dachgeschoss aufgesetzt. Lange begrenzte dieses nach den Seiten hin durch zwei Treppengiebel und erweiterte es nach der vorderen Front hin durch einen großen Ausbau. Einen besonderen Schmuck erhielt sein Werk durch den kleinen Erker, den er der Ecke des ersten Stockwerkes anfügte, sowie eine hochwertige Innenausstattung.
1871 wurde der Springbrunnen in der Mitte des Gartens errichtet, der von dem bedeutenden Neugotik-Architekten Carl Schäfer entworfen wurde. Später kam noch ein Seitenanbau mit Turm dazu.
Justizrat Grimm hat bis zu seinem Tode in der Wolfsburg gewohnt und diese Bezeichnung für sein Bauwerk etabliert. Seine Tochter, Frau Major Behrend, verkaufte das ererbte Haus 1903 an den Universitätsbuchhändler Georg Schramm. 1906 kam es auf einer Zwangsversteigerung an den Rentner August Lorenz zu Diez, 1908 an den Rittergutsbesitzer Peter Kriens zu Biebrich, der das Haus bald aufs Neue zum Kauf anbot. Am 11. Januar 1910 ging es in das Eigentum der Turnerschaft Schaumburgia über.

### Fenster im Salon des Karl Grimm

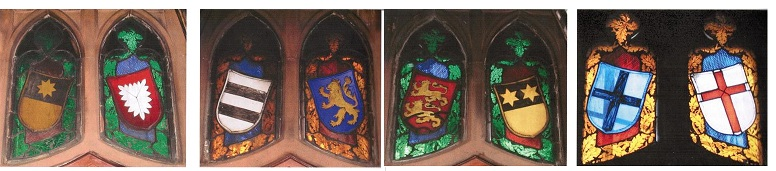
Im Erker der Wolfsburg befinden sich insgesamt acht Wappen von hessischen Territorien.

Besonders prächtig wurde der Salon im ersten Obergeschoss ausgebaut. Hier sind die Wappenfenster hervorzuheben, welche im Folgenden kurz beschrieben werden sollen.
Im Erker befinden sich acht Wappenfenster. Diese symbolisieren verschiedene, damals hessische Territorien:
Die Grafschaft Ziegenhain, das Schaumburger Nesselblatt für die Grafschaften Schaumburg, Isenburg, Katzenelnbogen, Diez, Nidda, das Großherzogtum Fulda sowie das Fürstentum Hersfeld.
Die großen Fenster des Salons bilden ein zusammenhängendes Ensemble. In den beiden mittleren Fenstern befinden sich die Familienwappen der Familien Grimm und von Goeddaeus. Die Fenster links und rechts daneben stellen die Wappen der Städte mit dem stärksten Bezug auf die Familien dar: Marburg und Kassel einerseits, Fritzlar und Hanau andererseits.

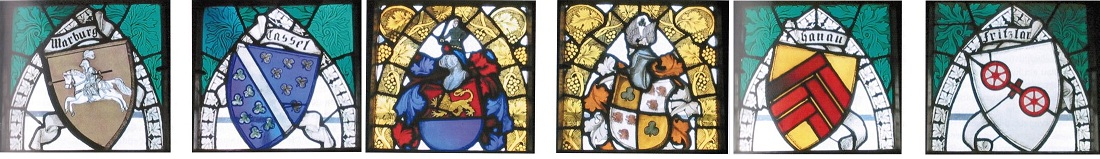
Die sechs großen Fenster im ehemaligen Salon der Wolfsburg beinhalten in ihrem oberen Fünftel jeweils ein Wappen-Buntglasfenster.

Die Wappen im Erker stellen alle hessischen Landesteile, abgesehen von den Fürstentümern Hanau und Fritzlar dar. Diese beiden Gebiete werden jedoch durch ihre Stadtwappen in den beiden rechten Fenstern vertreten.

## Heutige Nutzung
Heute ist die Wolfsburg das Verbindungshaus der Turnerschaft Schaumburgia, welche sieben Zimmer, vorrangig an Studenten vermietet. Gleichzeitig verfügt die Turnerschaft über einen Saal im Haus, in dem sie Veranstaltungen durchführt. Dieser Saal ist gleichzeitig der größte Raum des Hauses und diente in früherer Zeit Karl Grimm als Salon.